# Ilha de Santa Helena (Montreal)

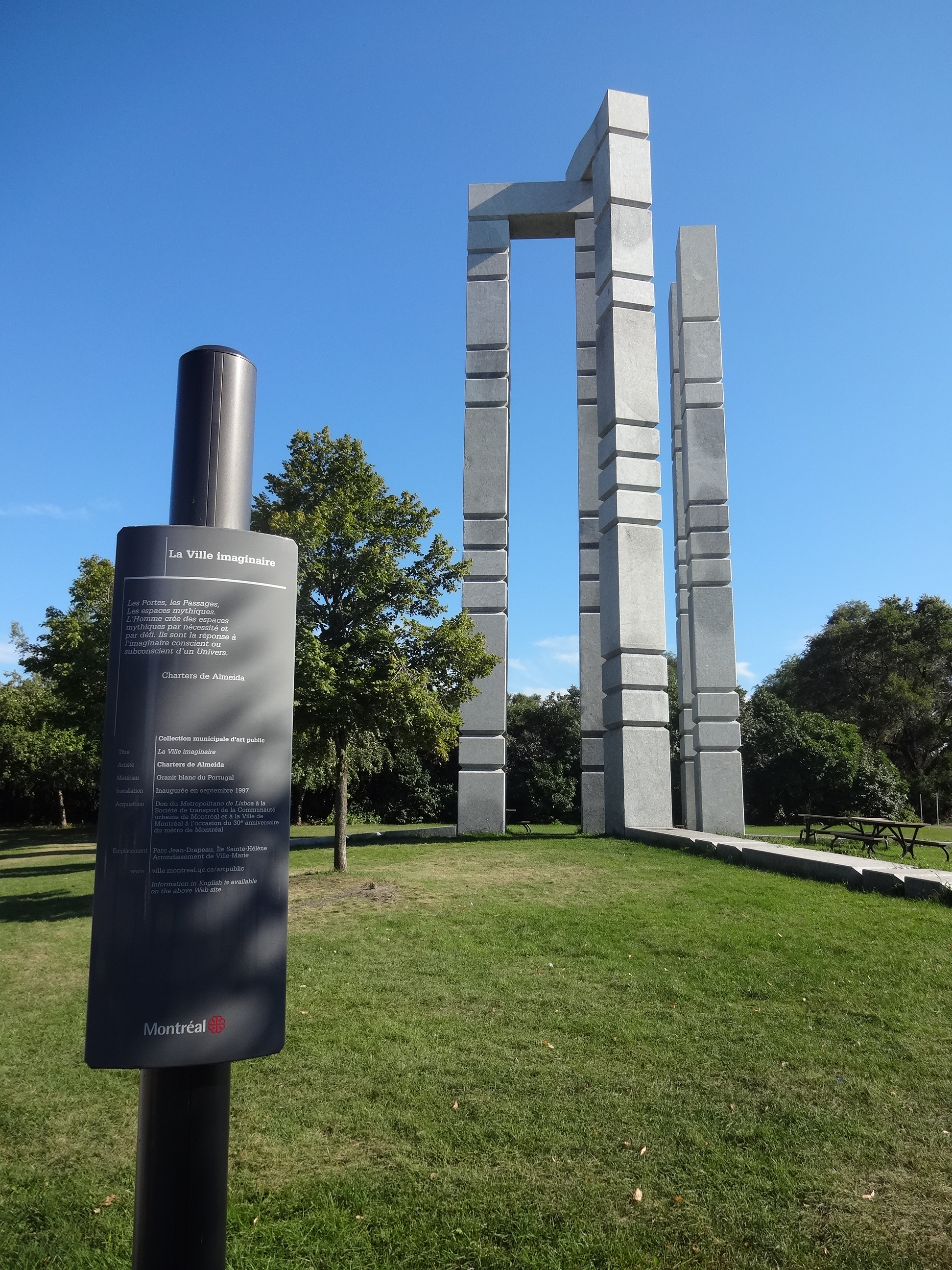
Monumento na ilha.

Ilha de Santa Helena é uma ilha situada na cidade de Montreal, Canadá.